# 利爾本 (密蘇里州)
利爾本（英語：Lilbourn）是位於美國密蘇里州新馬德里縣的城市。

## 人口
根據2020年美國人口普查的數據，利爾本的面積為2.45平方千米，皆為陸地。當地共有人口994人，而人口密度為每平方千米406人。